# Брахидактилия
Брахидактилия (др.-греч. βραχύς — короткий + δάκτυλος — палец, синоним — короткопалость) — аномалия развития рук или ног, укорочение пальцев. Брахидактилия часто может сочетаться с симфалангизмом и с различными формами синдактилии. Брахидактилия наследуется по аутосомно-доминантному типу.

## Классификация
Брахидактилия типа А — укорочение средних фаланг пальцев, радиальное искривление фаланг, дисплазия ногтевых пластин.
Брахидактилия типа В — уменьшение длины средних фаланг, недоразвитие дистальных фаланг
Брахидактилия типа С — укорочение проксимальных и средних фаланг второго и третьего пальцев.
Брахидактилия типа D (брахимегалодактилия) — укорочение первых пальцев кистей и стоп.
Брахидактилия типа Е — укорочение пястных и плюсневых костей (костей кисти и стопы).

## Лечение
Хирургическое (разделение и удлинение пальцев).
Под брахидактилией понимают разнообразные врождённые деформации кисти, проявляющиеся тотальным или частичным укорочением пальцев или пястных костей. Таким образом, основными клиническими вариантами брахидактилии являются брахифалангия (укорочение пальцев) и брахиметакарпия (укорочение кисти). Брахидактилия часто может сочетаться с симфалангизмом (тугоподвижность вплоть до неподвижности в суставах пальцев и кисти) и с различными формами синдактилии — симбрахифалангизм, брахисимфалангизм и синдактилия. Лечение только хирургическое. Заключается в разделении и удлинении пальцев, с целью достижения наилучшего косметического и функционального эффектов.